# Lensarchaediscus
Lensarchaediscus es un género de foraminífero bentónico considerado un sinónimo posterior de Asteroarchaediscus de la subfamilia Asteroarchaediscinae, de la familia Archaediscidae, de la superfamilia Archaediscoidea, del suborden Fusulinina y del orden Fusulinida. Su especie tipo era Lensarchaediscus ovalis. Su rango cronoestratigráfico abarcaba el Pérmico.

## Discusión
Algunas clasificaciones más recientes hubiesen incluido Lensarchaediscus en el Suborden Archaediscina, del Orden Archaediscida, de la Subclase Afusulinana y de la Clase Fusulinata.

## Clasificación
Lensarchaediscus incluía a la siguiente especie:
- Lensarchaediscus ovalis †